# ナヴィン・ラングーラム
ナヴィン・ラングーラム（ヒンディー語: नवीन चन्‍द्र रामगुलाम、1947年7月14日 - ）は、モーリシャス共和国の政治家。労働党所属議員。（共和制移行後における）モーリシャス第2代・第5代・第9代首相。

## 経歴
父は英連邦王国としてのモーリシャスの独立に貢献し、労働党党首として初代首相にもなったシウサガル・ラングーラム。ナヴィンは、アイルランド首都のダブリンで医師として修業に努め、1977年に医師免許を得た。また、政治家としてのキャリアを積むため、修士の学位をロンドン・スクール・オブ・エコノミクスにて取得した。
1991年にナヴィン・ラングーラムは労働党の党首となり、1995年の国民議会選挙で与党モーリシャス社会主義運動（MSM）を破り、共和制移行後の第2代首相に就任した。2000年の国民議会選挙ではMSMに敗北、下野したが、2005年選挙では社会主義連盟を結成して雪辱、第5代首相に就任した。2010年の国民議会選挙では、積年のライバルであるMSMなどと未来同盟を結成、勝利して首相の地位を守った。
ラングーラムの政策は、モーリシャス国民への無料交通の導入、高齢者に対する温厚政策などを行うために、モーリシャスの税制を厳罰化するなど、それまでにない改革が行われている。実権を握るラングラームと、名誉職である大統領のアヌルード・ジュグノートとの対立が激化し、ジュグノートは2012年3月31日で辞任するに至った。
2024年モーリシャス総選挙でラングーラム率いる労働党及び野党連合が議会の62議席中60議席を獲得し、勝利。11月13日に3期目となる首相の座に就いた。